# Zhou Feng
Zhou Feng (周風S, Zhōu FèngP; Dandong, 12 settembre 1993) è una lottatrice cinese, specializzata nella lotta libera.

## Palmarès
- Mondiali

Las Vegas 2015: argento nei 69 kg.
Budapest 2018: bronzo nei 68 kg.
- Giochi asiatici

Incheon 2014: oro nei 75 kg.
Giacarta 2018: oro nei 68 kg.
- Campionati asiatici

Astana 2014: argento nei 75 kg.
Doha 2015: oro nei 69 kg.
Nuova Delhi 2017: bronzo nei 69 kg.
Bişkek 2018: oro nei 68 kg.